# 24186 Шиванісуд
24186 Шиванісуд (24186 Shivanisud) — астероїд головного поясу, відкритий 3 грудня 1999 року.
Тіссеранів параметр щодо Юпітера — 3,533.